# 芬苯达唑
芬苯达唑（Fenbendazole）是一种用来对抗肠胃寄生虫的广谱苯并咪唑驱肠虫剂，其中包括贾第虫、蛔虫、钩虫、鞭虫、绦虫、蛲虫、圆线虫等，常用于羊、牛、马、鱼、狗、猫、兔子、海豹。